# Antonio Pimentel
Antonio Pimentel, of met volledige naam Antonio Pimentel Enríquez de Guzmán y Toledo (Valladolid, eind 16e eeuw - Sicilië, 28 maart 1627), was een Spaanse edelman. Hij was de 4e markies van Tàvara en heer van Villada, Ariza, Villafáfila en Villavicencio. 
Zijn hoogste ambten waren deze van onderkoning van het koninkrijk Valencia (1618-1622) en het koninkrijk Sicilië (1626-1627) en dit laatste tot zijn dood.

## Levensloop

Embleem van de Ridderorde van Alcántara

Pimentel was een zoon van Bernardino Pimentel, 3e markies van Tàvara, en Dame Joana Alvarez de Toledo e Colonha. Hij huwde met Isabel de Moscoso y Sandoval van het grafelijk Huis van Altamira. 
In 1604 werd hij plechtig opgenomen als ridder in de Orde van Alcántara in het San Benito de Alcàntaraklooster in Valladolid, in het koninkrijk Castilië waar hij opgegroeid was. Pimentel werd hoveling van koning Filips III van Spanje en Portugal. Pimentel zetelde in de Consejo de las Órdenes, de raad in Madrid die de kruisridderorden beheerde. 
Van zijn vader erfde Pimentel alle adellijke titels. Hij voerde lange tijd een proces om bovendien het graafschap Alba de Liste in bezit te krijgen; dit graafschap stond vacant na de dood van graaf Antonio de Toledo in 1611. In 1617 besliste de kanselarij van Valladolid om Pimentel het graafschap te weigeren en het toe te kennen aan Enrique Enríquez van het hertogelijk Huis Alva. 
In 1618 benoemde Filips III Pimentel tot onderkoning van Valencia gecombineerd met het militair opperbevel als kapitein-generaal van het koninkrijk Valencia. Voor Pimentel was het een vlucht van het Hof van Madrid omdat hovelingen de moord op een rentmeester in zijn schoenen schoven. In Valencia was zijn belangrijkste taak de publieke orde te herstellen. Gangsterbendes maakten de stad onveilig, ondanks banvloeken over hen uitgesproken door de Roomse Kerk. Pimentel vaardigde een decreet uit gericht tegen elke vorm van banditisme. Het ambt van onderkoning verliet hij in 1621 bij het overlijden van koning Filips III.
Koning Filips IV stuurde Pimentel weg naar het koninkrijk Sicilië (1626). Hij was daar zowel onderkoning als kapitein-generaal. Pimentel stierf op Sicilië een jaar later (1627).